# Anna Karenina (film 2012)
Anna Karenina è un film del 2012 diretto da Joe Wright.
Il soggetto è tratto dall'omonimo romanzo di Lev Tolstoj. Tra gli interpreti principali ci sono Keira Knightley, Matthew Macfadyen, Kelly Macdonald, Aaron Taylor-Johnson e Jude Law.

## Trama
Russia, XIX secolo. L'aristocratica e bella Anna Karenina è sposata con Aleksej Karenin, un ufficiale governativo molto importante, e ha un figlio, Serëža che ama tantissimo. Suo fratello, Stiva, un ufficiale civile, ha tradito la moglie Dolly e Anna viene chiamata da San Pietroburgo a Mosca per convincere la cognata a non lasciarlo. Nel viaggio conosce la contessa Vronskaja e l'affascinante figlio, il conte Vronskij, anch'egli ufficiale che rimane immediatamente folgorato da Anna. Mentre questi le bacia la mano, un addetto della ferrovia viene ucciso, investito dal treno che sta controllando.
Nello stesso tempo, Konstantin Dmitrič Levin, amico di Stiva, arriva a Mosca per chiedere la mano della sorella minore di Dolly, la bella e romantica Kitty, la quale però rifiuta, aspettando una proposta dal conte Vronskij. Anna, dopo aver parlato con Dolly e scossa dalle insistenti attenzioni di Vronskij, ritorna immediatamente a San Pietroburgo, ma Vronskij la segue sullo stesso treno. Levin ritorna al podere che gestisce lui stesso, abbandonando ogni speranza di matrimonio. Anna cerca di resistere all'attrazione sempre più crescente verso Vronskij ma capisce di sentirsi intrappolata nel suo matrimonio infelice e, con un grande atto di coraggio e di ribellione, sfida le convenzioni sociali per iniziare una relazione passionale con il conte Vronskij, rimanendo però incinta.
Quando Vronskij cade da cavallo durante una gara, Anna preoccupata per lui rende palesi i suoi sentimenti al pubblico e al marito. Karenin, rifiuta l'idea di separarsi da Anna e alla fine frustrato dalla situazione mette la moglie in una situazione molto difficile e complessa, minacciandola di non lasciarle più vedere Serëža, nel caso frequenti ancora Vronskij. Ma Anna si rifiuta di essere ancora infelice e continua a vedersi con il conte. Quando la situazione diventa insopportabile, Karenin comincia a valutare la possibilità di divorziare mentre Stiva cerca di dissuaderlo, ma Karenin cambia spontaneamente idea dopo aver saputo che Anna sta morendo per complicazioni dovute al parto. Al suo capezzale, Karenin perdona Vronskij. Anna comunque migliora, chiama sua figlia Anja e nonostante sappia le conseguenze che comporterà la sua scelta, decide di partire per l'Europa con l'amato conte, senza aver ottenuto il divorzio, che lei stessa ha chiesto.
Nel frattempo Levin e Kitty, ormai maturata, si riconciliano e capendo di amarsi arrivano al matrimonio. Quando Levin scopre che suo fratello Nikolaj sta morendo, va con la moglie al suo capezzale e Kitty si occupa di lui fino alla morte, nonostante sia incinta. In Europa, Vronskij e Anna fanno molta fatica a trovare degli amici che li accettino e tornano in Russia. Karenin è consolato e influenzato dalla contessa Lidija che gli consiglia di tenere Serëža lontano dalla madre. Anna va comunque a fargli visita il giorno del suo compleanno, sotto gli occhi increduli di Karenin.
La relazione tra Anna e Vronskij inizia però ad essere sempre più tesa e conflittuale, dominata dal risentimento e dal rancore provocato da un'ingiustificata ed esasperata gelosia di Anna, sempre più ferita dalle chiacchiere accusatorie e calunnianti sulla sua reputazione, dalla mancanza soffocante del figlio che ha abbandonato e da una crescente distanza del conte Vronskij, del tutto convinta che l'uomo non la ami più. Mentre Vronskij si trova fuori casa, Anna caduta ormai in una profonda depressione, mentre è sopraffatta da uno stato di forte confusione e di disperazione, si suicida lanciandosi sotto un treno che sta passando non prima di aver chiesto perdono a Dio.

## Produzione
Joe Wright richiama in questo film il "trio vincente" del suo grande successo Orgoglio e pregiudizio, ovvero gli attori Keira Knightley e Matthew Macfadyen nel cast e il compositore italiano Dario Marianelli alla colonna sonora, quest'ultimo coadiuvato dal violino solista di Jack Liebeck con cui aveva già lavorato l'anno prima in Jane Eyre. Matthew MacFadyen ha dichiarato in un'intervista come fosse un grande piacere ritrovare per questo film, dopo circa 7 anni, la sua partner in Orgoglio e pregiudizio Keira Knightley, e come fosse quasi surreale recitare questa volta le parti di fratello e sorella, uscendo quindi da personaggi letterari completamente diversi tra loro nel carattere, quali la risoluta Elizabeth Bennet e il riservato Fitzwilliam Darcy.

## Promozione
Il primo trailer del film è stato diffuso online il 21 giugno 2012. A poco più di un mese dall'uscita nelle sale statunitensi sono state inoltre diffuse otto locandine del film incentrate sui vari tipi d'amore trattati nel romanzo. Il Torino Film Festival ha ospitato l'anteprima nazionale di questo film definito fiore all'occhiello del Festival (La Stampa) nella sezione Festa Mobile il 30 novembre 2012 ottenendo favorevole consenso nella sala gremita. Il 10 dicembre 2012 ha fatto invece la sua comparsa sul web il trailer italiano del film.

## Distribuzione
Il film è stato distribuito nelle sale cinematografiche britanniche il 7 settembre 2012, mentre le uscite statunitensi e italiane sono previste rispettivamente per il 9 novembre 2012 e il 21 febbraio 2013.

## Accoglienza

### Incassi
A fronte di un budget di produzione di 41 milioni di dollari, il film ha incassato oltre 68 milioni di dollari a livello mondiale.

### Critica
In patria la pellicola ha ricevuto per lo più critiche positive. In Internet riceve anche critiche negative ma ottiene comunque valutazioni complessive positive e sufficienti seppure inferiori alle precedenti collaborazioni tra Keira Knightley, Joe Wright e Dario Marianelli. Sul sito web Rotten Tomatoes ha registrato il 64% delle recensioni positive da parte della critica, mentre ha ricevuto un'accoglienza più fredda da parte del pubblico con un 53% di gradimento. Su Metacritic riceve una valutazione di 63/100 da parte dei critici e di 6.5/10 da parte del pubblico. Particolarmente apprezzate sono state la performance degli attori protagonisti ed i costumi.. Sul sito Internet Movie Database la pellicola ottiene un buon riscontro, con un voto di 6,6/10. Anche in Italia il film è stato accolto positivamente dalla maggior parte di critici e spettatori, con una votazione di 3/5 sul sito di recensioni MYmovies.

## Riconoscimenti
- 2013 - Premio Oscar
  - Migliori costumi a Jacqueline Durran
  - Nomination Migliore fotografia a Seamus McGarvey
  - Nomination Migliore scenografia a Sarah Greenwood e Katie Spencer
  - Nomination Miglior colonna sonora a Dario Marianelli
- 2013 - Golden Globe
  - Nomination Miglior colonna sonora a Dario Marianelli
- 2013 - BAFTA
  - Migliori costumi a Jacqueline Durran
  - Nomination Miglior film britannico a Joe Wright
  - Nomination Migliore fotografia a Seamus McGarvey
  - Nomination Migliore scenografia a Sarah Greenwood e Katie Spencer
  - Nomination Miglior trucco e acconciature a Ivana Primorac
  - Nomination Miglior colonna sonora a Dario Marianelli
- 2013 - European Film Awards
  - Miglior scenografia a Sarah Greenwood
  - Nomination Miglior attrice a Keira Knightley
  - Nomination Miglior attore a Jude Law
  - Nomination Miglior sceneggiatura a Tom Stoppard
- 2013 - Hamptons International Film Festival
  - Breakthrough Performer a Domhnall Gleeson e Alicia Vikander
- 2013 - Critics' Choice Movie Award
  - Miglior scenografia a Katie Spencer e Sarah Greenwood
  - Migliori costumi a Jacqueline Durran
- 2013 - Hollywood Film Festival
  - Production Designer of the Year a Sarah Greenwood
- 2013 - Las Vegas Film Critics Society
  - Migliori costumi a Jacqueline Durran
- 2013 - San Diego Film Critics Society
  - Nomination Best Production Design a Sarah Greenwood
- 2013 - Satellite Award
  - Nomination Migliore attrice a Keira Knightley
  - Nomination Miglior sceneggiatura non originale a Tom Stoppard
  - Nomination Miglior scenografia a Sarah Greenwood
  - Nomination Miglior fotografia a Seamus McGarvey
  - Nomination Migliori costumi a Jacqueline Durran
  - Nomination Miglior colonna sonora a Dario Marianelli